# Gulipán
A gulipán (Recurvirostra avosetta) a madarak osztályának lilealakúak (Charadriiformes) rendjébe, ezen belül a gulipánfélék (Recurvirostridae) családjába tartozó faj.

## Rendszerezése
A fajt Carl von Linné svéd természettudós írta le 1758-ban.

## Előfordulása
Eurázsiában és Észak-Afrikában a tengerpartok és sós tavak mentén költ. Telelni Afrikába és Ázsia déli részére vonul. A természetes élőhelye lagúnák, iszapos tengeröblök, szikes tavak.

### Kárpát-medencei előfordulása
Március-november hónapokban tartózkodik Magyarországon, rendszeres fészkelő a Kiskunsági szikes tavaknál, az Alföld más területein és a Dunántúlon, valamint A BorsodChem só ülepítő medencéiben. Állománya 100-800 fészkelő pár.

## Megjelenése
Testhossza 42–45 centiméter, szárnyfesztávolsága 77–80 centiméteres, testtömege pedig 260–290 gramm közötti. Csőre hosszú és jellegzetesen felfelé ívelő. Feje és tarkója fekete, nyaka, hasi része és szárnyainak egy része fehér.
|  |  |

## Életmódja
Lépeget a sós, sekély vízben és speciális csőrével kaszáló mozdulatokkal apró rovarokat és rákokat szűr ki a sekély vízből.

## Szaporodása
Szikes tavak, elöntések szigetein, sziklapadkákon, víz közelében telepesen, a talajra készíti fészkét. Fészekalja 4 tojásból áll, melyen 22-24 napig kotlik. A fiókák 35-42 nap múlva repülnek ki. Évente egyszer rak fészket, a fiókák fészekhagyók.
|  |  |  |

## Természetvédelmi helyzete
Az elterjedési területe rendkívül nagy, egyedszáma viszont ismeretlen. A Természetvédelmi Világszövetség Vörös listáján nem fenyegetett fajként szerepel. Magyarországon fokozottan védett, természetvédelmi értéke 250 000 Ft.